# Synagelides kosi
Synagelides kosi là một loài nhện trong họ Salticidae.
Loài này thuộc chi Synagelides. Synagelides kosi được Dmitri Viktorovich Logunov & Hereward miêu tả năm 2006.